# Stadtmuseum Halle
Lo Stadtmuseum Halle è il museo storico della città di Halle. La sua sede è ospitata nell'insieme di edifici tutelati della casa di Christian Wolff, in Große Märkerstraße 10, dove il filosofo illuminista e professore universitario visse e lavorò dal 1741 al 1754. 
Succursali del museo cittadino si trovano nell'Oberburg Giebichenstein, nella Roter Turm, nella Hausmannstürme della Marktkirche Unser Lieben Frauen e nella Leipziger Turm.

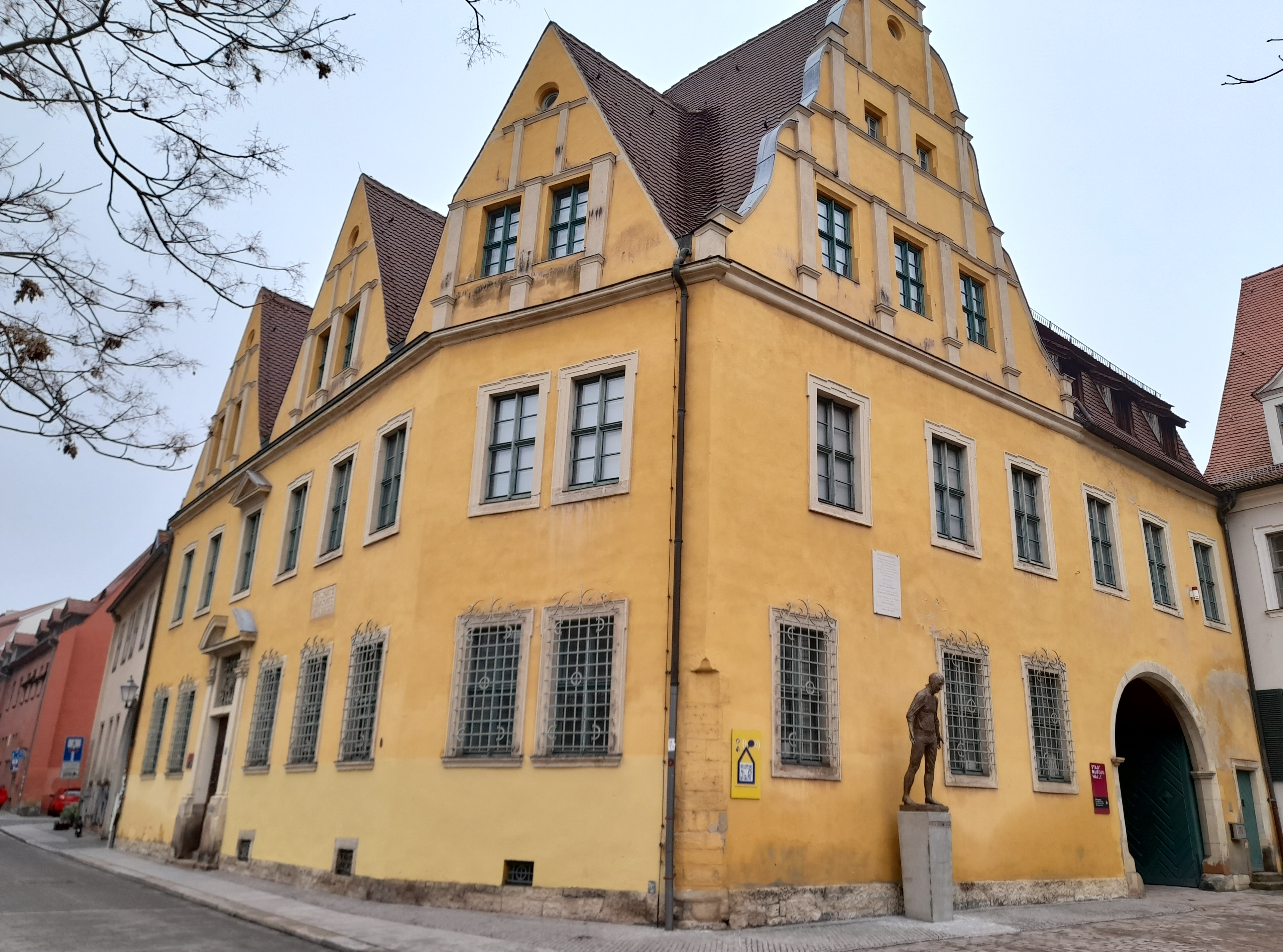
Monumento a Christian Wolff, inaugurato il 6 dicembre 2021, di fronte alla sua casa.

## Storia del museo
La storia del Museo della città di Halle inizia nel 1954 con la fondazione del museo di storia locale nella casa di Christian Wolff. Dal 1975 al 1990 ha operato con il nome di "Museo storico della città di Halle". Il 31 marzo 1990 è stato rinominato Kulturhistorisches Museum Halle (Museo della storia culturale di Halle).
Inoltre, il 14 ottobre 1989 è stato inaugurato il Museo per la storia del movimento operaio rivoluzionario nel distretto di Halle nell'ex Schützenhaus Glaucha, in via Lerchenfeldstraße 14. È stata inaugurata la Otto-Schlag-Haus. 
Tuttavia, gli eventi sociali portarono alla chiusura immediata della mostra permanente. Nel 1991 venne infine fondato il Museo storico della città di Halle, fondendo i due musei. Negli anni successivi, lo Schützenhaus Glaucha ha ospitato la mostra permanente sulla storia della città, oltre a mostre speciali sempre diverse.
Nel 1994, nella casa di Christian Wolff fu inaugurata la mostra permanente sulla Halle del XVIII secolo nell'età dell'Illuminismo. Nel 2005, la mostra permanente, ormai obsoleta, nella Schützenhaus Glaucha fu chiusa per istituire un museo della città contemporanea di Halle nella sede di Große Märkerstraße 10. Il deposito del museo cittadino fu trasferito in Lerchenfeldstraße.
Dal 2009, il museo è ufficialmente conosciuto come Museo della Città di Halle. Nel 2011, lo spazio espositivo fu ampliato per includere l'edificio adiacente, l'ex tipografia Gebauer-Schwetschke, cosicché le due mostre permanenti sono esposte in questo edificio dal 2012/2013.

## Luoghi

### Casa di Christian Wolff

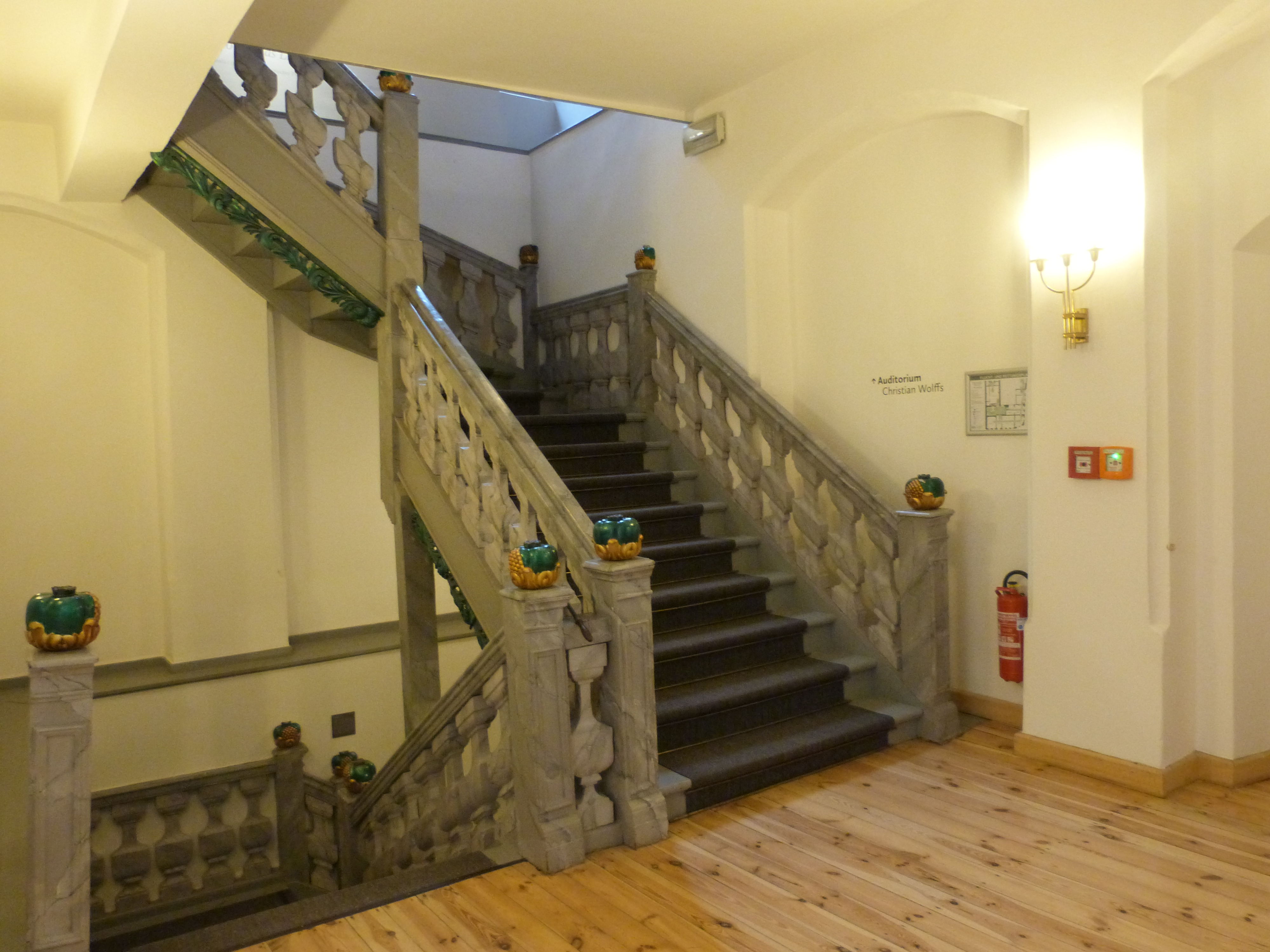
Scala della casa di Christian Wolff

Costruita nel 1558, è un'imponente casa rinascimentale con timpani dalla struttura imponente che caratterizza la piazza Kleiner Berlin e che fu modificata in epoca barocca. All'interno si trovano una scala di rappresentanza, soffitti e stipiti delle porte in stucco dipinto. Nickel Hoffmann (1510 circa - 1592), il più importante architetto del Rinascimento di Halle, è considerato il capomastro. 
Il libro dei feudi comunali del 1608 fornisce informazioni complete sui proprietari della casa fino alla metà del XVIII secolo. Christian Wolff acquistò la proprietà nel 1741 e qui visse, lavorò e insegnò fino alla sua morte, avvenuta nel 1754; i proprietari successivi la trasformarono in una tipografia e casa editrice. 
Dalla fine del XIX secolo, la casa principale ospitò uffici, magazzini e abitazioni fino a quando, il 21 marzo 1954, fu adibita a museo di storia locale. Il 6 dicembre 2021, sul lato sud, in piazza Kleiner Berlin, fu inaugurato il primo monumento al mondo dedicato a Christian Wolff. Wolff tornò ad Halle dall'esilio di Marburgo il 6 dicembre 1740. Questa è la sede e il luogo abituale della Christian-Wolff-Gesellschaft.

### Edificio della tipografia

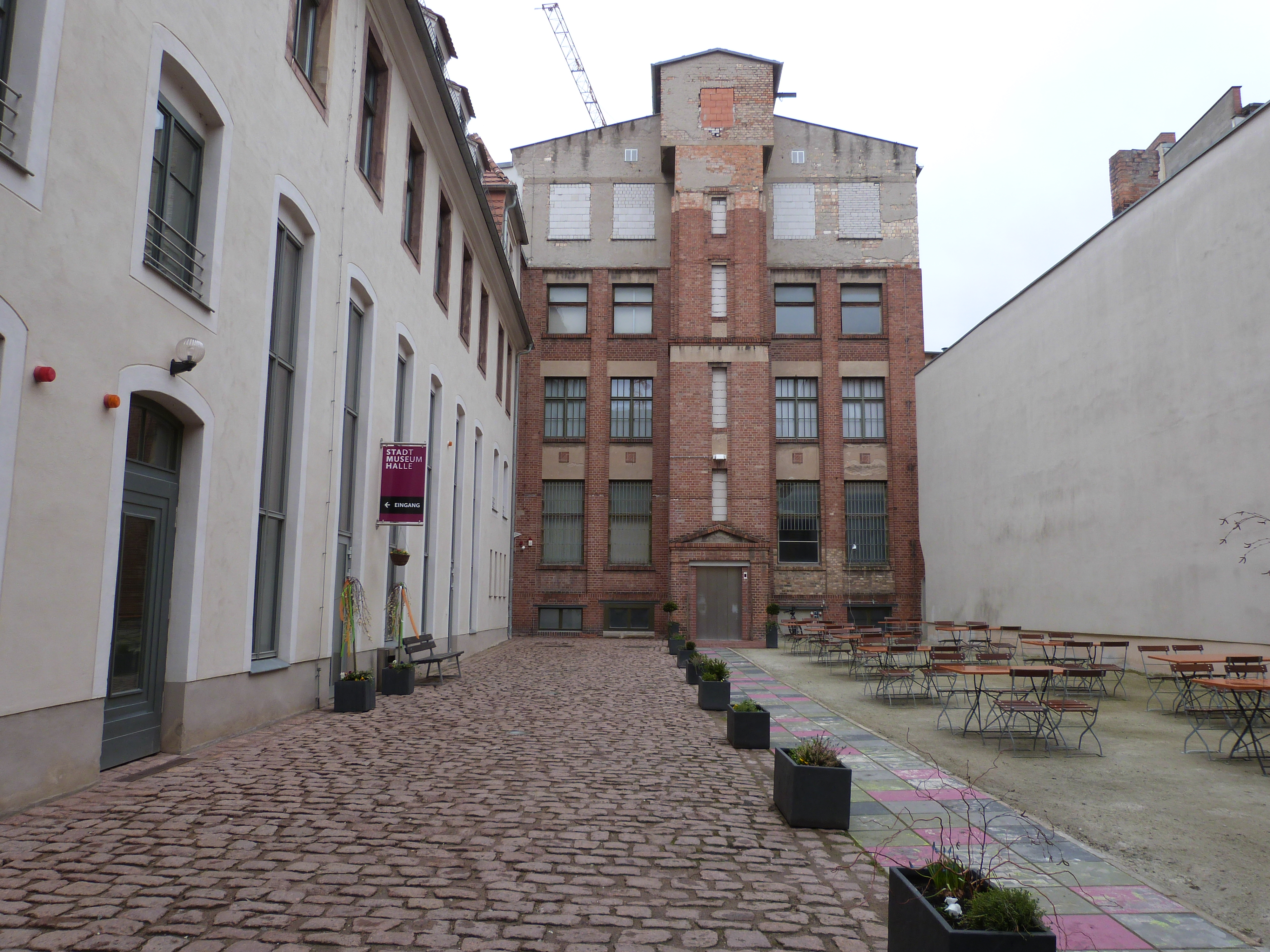
Ex edificio per la stampa e l'editoria nel cortile della casa di Christian Wolff.

Dal 1764 al 1945, la Christian-Wolff-Haus è stata anche la sede della casa editrice Gebauer-Schwetschke. L'edificio della tipografia nel cortile di Große Märkerstraße 10 fu costruito nel 1914/15 come edificio industriale. Dopo la nazionalizzazione dell'azienda nel 1945, l'edificio fu utilizzato come tipografia fino al 1992.

### Società di tiro a segno Glaucha

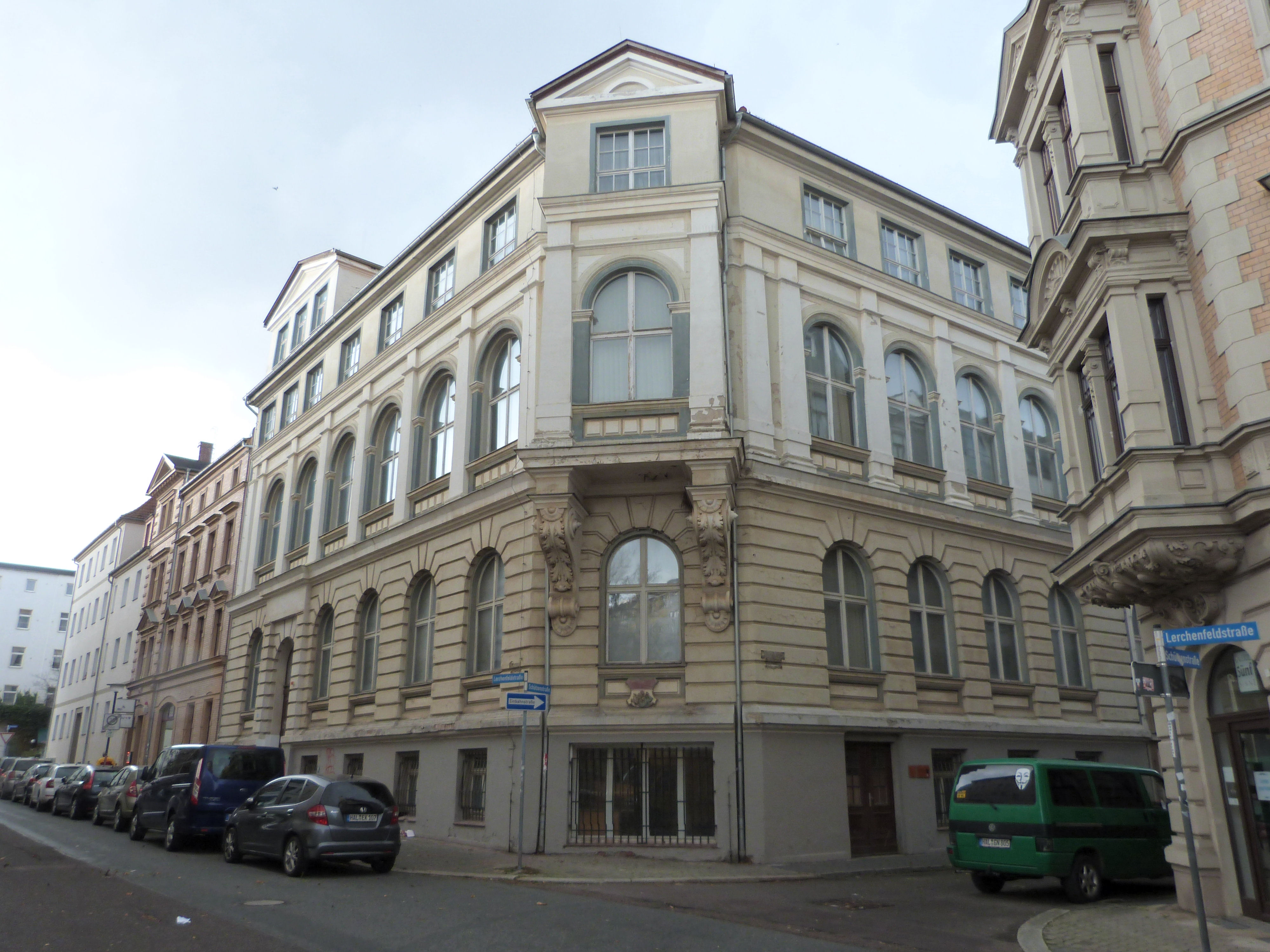
Società di tiro a segno Glaucha

Nel 1886, gli architetti Albert ed Ernst Heinrich Giese furono incaricati dal club di tiro a segno Glaucha di costruire una sede del club con poligono di tiro, pista da bowling e ristorante in Lerchenfeldstraße, che dovette essere rivenduta nel 1898 a causa delle cattive condizioni finanziarie. 
Si tratta di un edificio a due piani e mezzo intonacato in stile neorinascimentale con un bovindo d'angolo su pietre consolari riccamente decorate con foglie d'acanto, in una posizione di rilievo nel centro della città. Dopo diversi passaggi di proprietà, nel 1929 il KPD vi ha collocato un monumento a Lenin, considerato il più antico monumento del genere in Germania.

### Roter Turm
La Roter Turm (Torre Rossa) fa parte del simbolo della città di Halle. Insieme alle quattro torri della Marktkirche Unser Lieben Frauen, forma questo simbolo. Halle viene spesso definita la città delle cinque torri a causa della suggestiva forma di questi due edifici. Il 16 aprile 1945 la torre fu incendiata dal fuoco dell'artiglieria e perse la sua caratteristica guglia. A parte il rifacimento della torre, essa è stata restaurata.

### Torri Hausmann
Due delle quattro torri della Marktkirche invitano alla visita. Una volta saliti i 225 gradini della Hausmannstürme, si gode di una vista panoramica sulla città. Fino al 1916 qui viveva e lavorava un guardiano della torre con la sua famiglia. Egli era solito sorvegliare la città e dare l'allarme con la campana d'assalto in caso di incendio. Qui si trova anche una sala matrimoni.

### Leipziger Turm
La Leipziger Turm è una torre di difesa indipendente che faceva parte delle fortificazioni della città. Fu costruita a metà del XV secolo accanto alla porta Galgtor, che fu demolita nel 1819, motivo per cui fu chiamata Galgtorturm fino alla metà del XIX secolo. La torre è alta 44 metri. Da qui si poteva dominare il Galgberg (l'attuale Riebeckplatz) e avvisare la città dell'avvicinarsi di pericoli esterni e di incendi all'interno.

### Oberburg Giebichenstein
L'Oberburg Giebichenstein (castello di Giebichenstein) è un castello situato a circa 87 metri sul livello del mare nel quartiere di Giebichenstein, ad Halle. Fa parte dell'itinerario romanico. Una parte del campus artistico dell'Università di Arte e Design Burg Giebichenstein di Halle si trova sul terreno del castello inferiore.

## Mostre permanenti
Dal dicembre 2012, nella casa di Christian Wolff è stata allestita una nuova mostra permanente sul XVIII secolo, intitolata Geselligkeit und die „Freyheit zu philosophieren“ – Halle im Zeitalter der Aufklärung ("Socializzazione e 'libertà di filosofare' - Halle nell'età dei Lumi"). Questa mostra comprende una presentazione intitolata Gedankenspiel ("Gioco mentale"), incentrata sul filosofo Christian Wolff.
Il 12 maggio 2013, nell'ex edificio della tipografia, è stata inaugurata la prima parte della mostra permanente interattiva sulla storia della città di Halle, intitolata Entdecke Halle ("Scopri Halle"). Essa comprende il prologo e i temi "Halle come insediamento", "Made in Halle" e "Il mondo ad Halle". Il 27 aprile 2018 si sono aperte le porte alla seconda parte con i temi "Storia della città e della chiesa", "Comunità politica", "Andata e ritorno" (eventi migratori), "Galleria dei ritratti", "Punti di riferimento" (ad esempio l'asino che cammina sulle rose). Qui è ospitata anche la piattaforma, un'area di 40 m² con tavoli, sedie e vetrine mobili a disposizione dei visitatori.
La terza mostra permanente dell'edificio, homestory, illustra la storia del museo cittadino come ex sede della tipografia "Gebauer und Schwetschke". Sono esposte macchine per la stampa e la goffratura che venivano originariamente utilizzate qui. Una caratteristica particolarmente insolita è un'installazione sul linguaggio dei tipografi: a ogni lettera è assegnata una parola e un "armadietto". La tensione tra la stampa analogica dei libri e il trasferimento digitale delle informazioni è mostrata in una conversazione tra l'editore barocco e una giovane donna con un telefono abilitato a Internet.

## Mostre speciali
Il museo organizza regolarmente mostre speciali su temi storici o attuali nel campo dell'arte, della cultura e della tecnologia.